# Gnathia malaysiensis
Gnathia malaysiensis är en kräftdjursart som beskrevs av Mueller 1993. Gnathia malaysiensis ingår i släktet Gnathia och familjen Gnathiidae. Inga underarter finns listade i Catalogue of Life.